# Frederik van Eeden
Frederik Willem van Eeden (3. duben 1860 Haarlem, Nizozemsko – 16. červen 1932 Bussum, severní Nizozemsko) byl nizozemský lékař, spisovatel a utopický sociální reformátor.

## Život
Narodil se v rodině Frederika van Eedena (1829–1901) a Neeltje van Warmelové (1833–1919). Měl bratra Johana (1857–1906). Byl dvakrát ženatý: poprvé s Marthou van Vlotenovou (1857–1943), se kterou měl Hanse a Paula, podruhé s Geertruidou Evertsovou (1873–1952), se kterou měl Huga a Everta.
Frederik van Eeden byl původním povoláním lékař – psychiatr. V mládí byl ovlivněn hinduismem. Pokoušel se o utopické reformy. Založil utopickou kolonii Walden (Název podle knihy Walden od Henry Thoreaua), která ale záhy zkrachovala. Byl představitelem hnutí Osmdesátníků (De Tachtigers, asi 1880–asi 1894) spoluzakladatelem časopisu De Nieuwe Gids (Nový průvodce, vycházel v letech 1885–1943). Po neúspěších svých sociálních projektů se obrátil ke katolicismu. Zemřel duševně nemocný.

## Dílo
Frederik van Eeden psal prózu, básně, dramata i kritiky. Jeho díla jsou ovlivněna jeho profesí psychiatra. Patrně nejznámějším dílem je pohádkový příběh Malý Jeník (1885, česky 1905). Těžiště jeho díla je ve filosofických a esejistických pracích a studiích.

## Bibiografie
- De kleine Johannes, 1885, (Malý Jeník) – pohádkový příběh, vyšel v prvním čísle časopisu De Nieuwe Gids
- Het krabbetje en de gerechtigheid, 1887 (Racek a spravedlnost) – vyšel v druhém čísle De Nieuwe Gids
- Johannes Viator, Het boek van de liefde, 1892 (Johannes Viator – Kniha lásky) – eseje
- De broeders 1894, (Bratři) – drama
- Van de koele meren des doods, 1900, (O chladných jezerech smrti) – román
- Van de passielooze lelie, 1901, (O vášněprosté lilii) – básně
- Het beloofde land, 1909, (Země zaslíbená) – drama, ve kterém vyjádřil své zklamání z krachu svých sociálních projektů
- Studie, 6 svazků 1890–1917, z toho například: Happy Humanity, 1912, (Radostný svět) – A Study of Dreams (Studie o snech), 1913 – Studies 5, 1916 (Zázraky a mysticism ve staré a nové době)

## České překlady
- Racek a spravedlnost, přeložil Otakar Kamper, Lumír 26 (1898), č. 28, s. 335-336. Druhý překlad: Malý krab a spravedlnost, anonymně (Arnošt Procházka) v Moderní revue 16 (1905), s. 480–487. Překlad byl znovu otištěn v sérii 1000 nejkrásnějších novel 1000 světových autorů sv. 16, s. 58–64 (Praha: Vilímek, 1911), tentokrát překlad byl podepsán
- Malý Jeník, přeložil Arnošt Procházka, KDA, sv. 2, Kamilla Neumannová, 1905[1], 1919 (2. vydání)[2]
- Ellen (symbolistická báseň), v (ed.) Arnošt Procházka, Cizí básníci I (Praha: Kamila Neumanová, 1916).
- Johannes Viator: Kniha lásky, přeložil Miloš Seifert, KDA, sv. 165–166, Kamilla Neumannová, 1919[3]
- Hrdinná láska, přeložil Miloš Seifert, Královské vinohrady: Jan Laichter, 1919[4]
- Zázraky a mysticism ve staré a nové době, přeložil Miloš Seifert, Královské vinohrady: Sfinx, 1921[5]
- Otevřený list skautům od Dr. Fredericha van Eedena (psáno r. 1911) přeložil Miloš Seifert, Praha: Federace čsl. skautů, 1922
- Radostný svět, přeložil Miloš Seifert, Praha: Sfinx, 1922
- Studie o snech, přeložil Bohuslav Rovenský, Praha: Sfinx, 1922
- Bratři, tragédie práva, přeložil Miloš Seifert, Praha: J. Otto, 1934[6]
- Malý Jeník, přeložil Arnošt Procházka, Fabula, 2002, ISBN 80-86600-06-8 (mírně přepracované vydání edice z r. 1919)